# Angus MacAskill
Angus MacAskill (ur. 1825 w Sheabie na wyspie w Szkocji, zm. 8 sierpnia 1863 st. Anns w Nowej Szkocji w Kanadzie) – w wydaniu z 1981 Księgi Rekordów Guinessa stwierdzono, że był najsilniejszym znanym człowiekiem, jaki kiedykolwiek żył i największym gigantem w zarejestrowanej historii (7 stóp i 9 cali - ok. 2,36 m). Mówiono, że dokonał wyczynów, takich jak podniesienie kotwicy statku, która ważyła 2800 funtów (ok. 1270 kg) i mógł utrzymać ponad 250 funtów (ok. 115 kg) tylko trzema palcami.

## Życiorys
MacAskill urodził się na wyspie Berneray w Szkocji. Jego ojcem był Norman MacAskill, który był wysokiego wzrostu (5 stóp, 9 cali (ok. 1,75 m)), a matką była Christina Campbell. Miał dwanaścioro rodzeństwa, z których kilkoro zmarło w dzieciństwie. Był przeciętnego wzrostu dzieckiem. Około 1831 rodzina osiedliła się w St. Anns Cape Breton w Nowej Szkocji.
Był dzieckiem o normalnej posturze, ale w wieku dojrzewania zaczął gwałtownie rosnąć. W wieku 20 lat mierzył 7 stóp i 4 cale (ok. 223,5 cm), ostatecznie osiągając 7 stóp i 9 cali.
Znany był w swojej rodzinnej wspólnocie jako „Gille Mor” (przetłumaczone na „Big Boy”). Był również znany wielu jako „olbrzym z Cape Breton” lub po prostu „Giant MacAskill”.
Angus pracował z ojcem i braćmi na rodzinnej farmie. Był także rybakiem. W pionierskiej społeczności, która podziwiała siłę i miała wielu silnych mężczyzn, nazywano go „wielkim olbrzymem” i pamiętano go, ponieważ mógł nosić na ramieniu 60-metrową belkę, wsadzić 40-stopowy maszt na szkuner. Na szczęście był łagodny i zawsze chętnie pomagał innym.

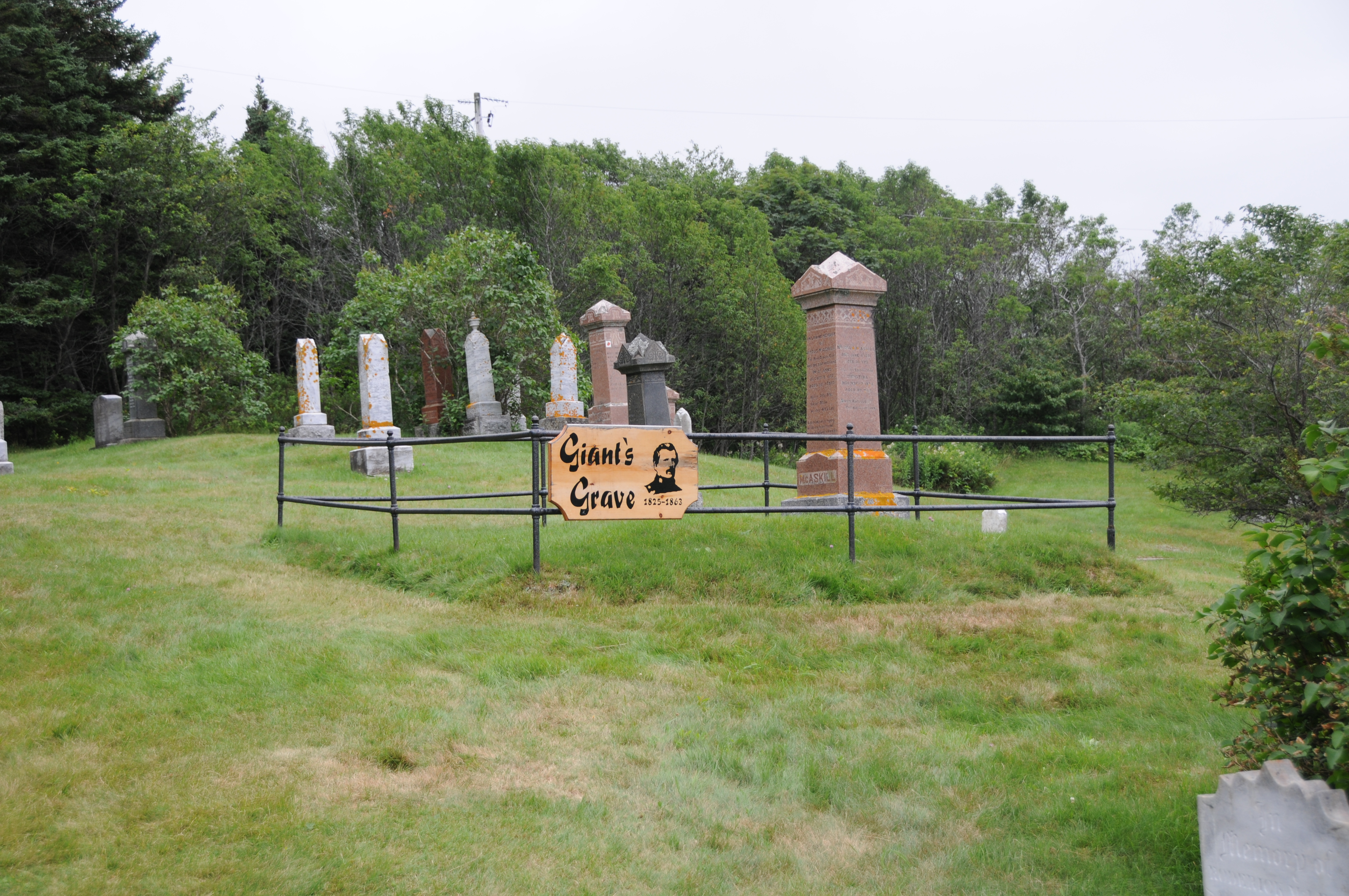
Grób Angusa MacAskill'a na Cape Breton Island, Nowa Szkocja

Nieurodzaj w 1847 i 1848 spowodował depresję gospodarczą w Nowej Szkocji i skłoniły Angusa do zaakceptowania oferty, aby wybrać się na występy z programem, w trakcie którego występował z liliputem (Tomcio Paluch) i był zapowiadany jako największy i najmniejszy człowiek świata. Na zakończenie każdego występu z Tomciem Paluchem, liliput tańczył na dłoni olbrzyma. W lipcu 1849 odwiedził Dolną Kanadę, a w 1850 Stany Zjednoczone. Podczas występów popisywał się także swoją siłą.
Po karierze w show-businessie, która pokazała jego wielkość i siłę w Europie i Ameryce Północnej, wrócił w 1854 do swojej rodzinnej społeczności w Englishtown i kupił młyn, sklep wielobranżowy i kilka innych nieruchomości.
Latem 1863 nagle zachorował i lekarze rozpoznali „gorączkę mózgu". Zmarł we śnie 8 sierpnia 1863 i został pochowany na cmentarzu w Englishtown w grobie z rodzicami.